# Viivi Lehikoinen
Pour les articles homonymes, voir Lehikoinen.
Viivi Lehikoinen, née le 27 août 1999 à Helsinki, est une athlète finlandaise, spécialiste du 400 mètres haies.

## Biographie
Elle participe au 400 mètres haies féminin aux Jeux olympiques d'été de 2020 et aux Championnats du monde de 2022,.
Elle remporte une médaille d'or au 400 mètres haies aux Championnats d'Europe U18 2016. En juillet 2017, à l'âge de 17 ans, elle remporte une médaille de bronze au 400 mètres haies aux Championnats d'Europe U20 2017, battant le record finlandais des moins de 20 ans avec un temps de 56,49.
En 2022 elle bat de deux centièmes le record de Finlande, qui tenait depuis 1987, en 54 s 60, lors des demi-finales des championnats du monde.
Elle porte son record à 54 s 50 aux championnats d'Europe de Munich, avant de terminer 6e de la finale.

## Records personnels
| Épreuve          | Temps   | Lieu            | Date            |
| ---------------- | ------- | --------------- | --------------- |
| 400 mètres       | 52 s 52 | Metz            | 11 février 2023 |
| 400 mètres haies | 54 s 40 | Huelva, Espagne | 6 juin 2023     |